# Blagomir
Blagomir est un prénom serbe et bulgare de genre masculin.

## Blagomir célèbres
- Blagomir Mastagarkov (en), joueur de football bulgare,